# Sittin' In With
Sittin' In With was een onafhankelijk Amerikaans platenlabel, dat actief was in de periode 1948-1952. Op het label verschenen jazz-, blues- en rhythm & blues-platen.
Het label werd in 1948 in New York opgericht door onder meer Bob Shad. De eerste release was een 78 toerenplaat van Chu Berry met Charlie Ventura ("Dream Girl"). Hierna volgden meer jazzplaten van onder meer Buddy Stewart, Stan Getz, Wardell Gray, Al Haig, Big John Greer, Beryl Booker en Earl Coleman. In 1950 en 1951 reisde Bob Shad rond in het zuiden van Amerika om blues- en rhythm & blues-musici op te nemen. Het resultaat waren bluesplaten van bijvoorbeeld Blind Boy Williams, Curley Weaver, Peppermint Harris, Arbee Stidham, Lightnin' Hopkins, Smokey Hogg, Champion Jack Dupree, Brownie McGhee en Ray Charles. De debuutsingle van James Wayne, "Tend to your Business" haalde in 1951 de tweede plaats van de Amerikaanse rhythm & blues-hitlijst. 